# Zygmunt Pawlas
Zygmunt Pawlas, född 28 oktober 1930 i Jasienica, död 20 juni 2001 i Katowice, var en polsk fäktare.
Pawlas blev olympisk silvermedaljör i sabel vid sommarspelen 1956 i Melbourne.